# 胡痴
胡痴（1917年—2001年），又名振勋、景星、耀辰，笔名若痴、大光、古丁、扶持等，男，直隶（今河北）深县人，中国军报编辑。